# 2270 Yazhi
2270 Yazhi eller 1980 ED är en asteroid i huvudbältet som upptäcktes den 14 mars 1980 av den amerikanske astronomen Edward L.G. Bowell vid Anderson Mesa Station. Den är uppkallad efter ordet Liten på Navajo.
Asteroiden har en diameter på ungefär 25 kilometer och den tillhör asteroidgruppen Themis.